# Le Ramasseur de goémon
Le Ramasseur de goémon est un tableau réalisé par le peintre français Paul Sérusier vers 1890. De format horizontal, cette huile sur toile est une scène de genre qui représente un homme courbé pour ramasser du goémon derrière un muret. La composition le place dans son coin inférieur droit, laissant le reste de la surface picturale à un paysage encombré par deux hautes piles d'algues. L'œuvre est conservée depuis 1998 au musée d'Art d'Indianapolis, à Indianapolis, dans l'Indiana, aux États-Unis.